# Demokratiska vänsterförbundet
Demokratiska vänsterförbundet (polska: Sojusz Lewicy Demokratycznej, SLD) är ett socialdemokratiskt polskt parti, som bildades i 15 april 1999. Partiet, med rötterna i Polska förenade arbetarpartiet, förespråkar legalisering av abort och homosexuella partnerskap men tar avstånd från eutanasi, så kallad "lätt narkotika" och dödsstraff. SLD satt i regeringsställning under perioden 2001-05. I parlamentsvalet 2015 misslyckades partiet med att nå tillräckligt många röster för mandat i sejmen.
Partiledare sedan 2016 är Włodzimierz Czarzasty.